# Allotisis scitula
Allotisis scitula là một loài bọ cánh cứng trong họ Cerambycidae.